# Meron Estefanos
Meron Estefanos (nacido el 6 de enero de 1974) es una periodista y activista por los derechos humanos sueca-eritrea. Se hizo conocida por primera vez en la comunidad de refugiados de Eritrea en 2011 por ayudar a las personas que habían sido secuestradas y torturadas por traficantes de personas en su camino a Israel para extorsionar a sus familiares con dinero de rescate, ejemplificado en la película documental de 2013 Sound of Torture. Después de que las rutas de migrantes y tráfico cambiaron a Libia, sus esfuerzos continuaron y descubrieron redes criminales que llegaban a Europa. A partir de 2022, Estefanos deploró que no se haya llevado ante la justicia a ningún traficante, con poco interés de los gobiernos nacionales y las organizaciones internacionales.

## Primeros años y educación
Meron Estefanos nació en 1974 en Etiopía. Su padre era un activista político; cuando se enteró de que estaba a punto de ser arrestado, huyó a Sudán y finalmente llegó a Suecia. Ella y su madre se quedaron en Eritrea,: 2:18  pero en 1987, pudo salir de Etiopía, ya que su padre había encontrado trabajo en Suecia. Se llama a sí misma privilegiada porque adquirió la ciudadanía sueca a través de su padre y pudo partir en Ethiopian Airlines a Suecia.: 2:46  Creció en Suecia.

## Carrera
Ya adulta, Estefanos se mudó a Eritrea, donde se dio cuenta de los privilegios de su ciudadanía sueca. Luego regresó a Suecia para oponerse abiertamente al gobierno etíope. «Durante cinco o seis años» fue una activista política, incapaz de llegar a la gente en Etiopía, incapaz de efectuar cambios y no se le permitió volver a entrar en Etiopía. Decidió centrarse en los refugiados, «porque [ella] podía llegar a ellos».
Desde 2008, ha recibido llamadas telefónicas de refugiados. Eventualmente, recibió alrededor de 100 llamadas por día, o si un barco está en peligro, hasta 500 llamadas por día. Comenzó su propio programa de radio desde el estudio de su cocina llamado Voces de los refugiados de Eritrea, en la estación de radio crítica del régimen Radio Erena.
Entre 2009 y 2014 hubo un gran número de secuestros de refugiados en el Sinaí. Con el tiempo surgió una imagen más clara de las redes criminales; un pequeño grupo de jefes beduinos en el Sinaí estaban a la cabeza, con conexiones con bandas de secuestradores en Sudán, así como agentes en diferentes ciudades del mundo. En 2011, Estefanos publicó un informe que mostraba que el tráfico de órganos formaba parte del tráfico de solicitantes de asilo de origen sudanés-eritreo en Egipto, principalmente en la península del Sinaí. El documental de 2013 Sound of Torture mostró su trabajo ayudando a los refugiados de Eritrea, que habían sido secuestrados y torturados en su camino a Israel para extorsionar a sus familiares con el dinero del rescate. Después del desastre del naufragio de inmigrantes en Lampedusa en 2013, ayudó a las personas a localizar a sus familiares desaparecidos. En 2015, el Toronto Star estimó que había ayudado a salvar a 16 000 refugiados con su teléfono.
En febrero de 2020, Estefanos viajó a Adís Abeba, y poco después fue arrestado Kidane Habtemariam Zekarias, jefe del infame campo de detención de Bani Walid que cometió trata de personas en Libia. En octubre de 2020, comenzaron los procedimientos judiciales en Adís Abeba sin observadores extranjeros. Los jueces no llamaron a testigos locales ni internacionales. Según la fiscalía, hubo una reunión por video de Zoom con fiscales neerlandeses, ninguna solicitud de extradición, y que con el inicio de la pandemia de COVID-19, Europa no había mostrado interés en el caso.: 12–13  En enero de 2021, se escapó y luego fue condenado in absentia a cadena perpetua, pero como temía Estefanos, no se encontraron intermediarios y ninguna de las redes se interrumpió.: 14  En ese momento Estefanos se deprimió, también precipitado por la falta de ingresos durante la pandemia.: 15 
En 2022, Süddeutsche Zeitung la llamó «la cazadora solitaria de los traficantes de personas». A partir de 2022, Estefanos deploró que ningún traficante haya comparecido ante la justicia, con poco interés de los gobiernos nacionales y las organizaciones internacionales. «Si las víctimas fueran personas blancas, sí, entonces pueden pasar cosas».
Estefanos ha sido una escritora regular para el sitio de noticias de Eritrea en el exilio Asmarino y ha estado activa en la organización de derechos humanos Eritrean Movement for Democracy and Human Rights. Fue cofundadora de la Comisión Internacional sobre Refugiados de Eritrea (ICER), en Estocolmo.

## Vida personal
A partir de 2014, Estefanos era madre soltera de dos niños, de trece y cinco años.

## Premios y honores
- Premio Dawit Isaak, 2011 del National Press Club en reconocimiento a su compromiso con el periodista encarcelado Dawit Isaak.[12]
- Premio Engel-duTertre de la Fundación ACAT, 2015.[13]